# 199-та ракетна бригада (Україна)
199-та гвардійська ракетна Дрезденська ордена Олександра Невського бригада (199 РБр, в/ч А1692) — військове з'єднання ракетних військ Збройних сил України, що існувало у 1992—2004 роках.

## Історія
В 1992 р., після розпаду СРСР, 199-та гвардійська ракетна бригада Радянської армії (з 1994 — м. Нестеров, Львівська область) у складі 8-ї танкової армії Прикарпатського ВО увійшла до складу ЗС України.
1997 року бригада увійшла до новосформованої 1-ї ракетної дивізії.
1998 році з'єднання в черговий раз передислокувалося в Дівички, Київська область.
У 2004 р. 199-та ракетна бригада розформована.

## Структура
- Станом на 1988 рік:
  - 123-й окремий ракетний дивізіон (в/ч 63178)
  - 375-й окремий ракетний дивізіон (в/ч 74867)
  - 394-й окремий ракетний дивізіон (в/ч 41711)

## Озброєння
- (1992—1997) 9К79-1 «Точка-У» (SS-21 «Scarab A»)
- (1998—2004) 9К72 «Ельбрус» (SS-1c «Scud B»)

## Командири
- полковник Сичов Іван Миколайович (1991—199?)
- полковник Мурас Костянтин Васильович
- полковник Колєнніков Андрій Петрович (1997—2002)[джерело?]